# Nina Vanna
Nina Vanna, eigentlich  Nina Jewgenija Jasikowa, (* 27. September 1899 in Minsk, Russisches Kaiserreich (heute: Weißrussland); † 8. November 1953 in Battle, Vereinigtes Königreich) war eine russischstämmige, britische Filmschauspielerin beim englischen, deutschen und österreichischen Stummfilm.

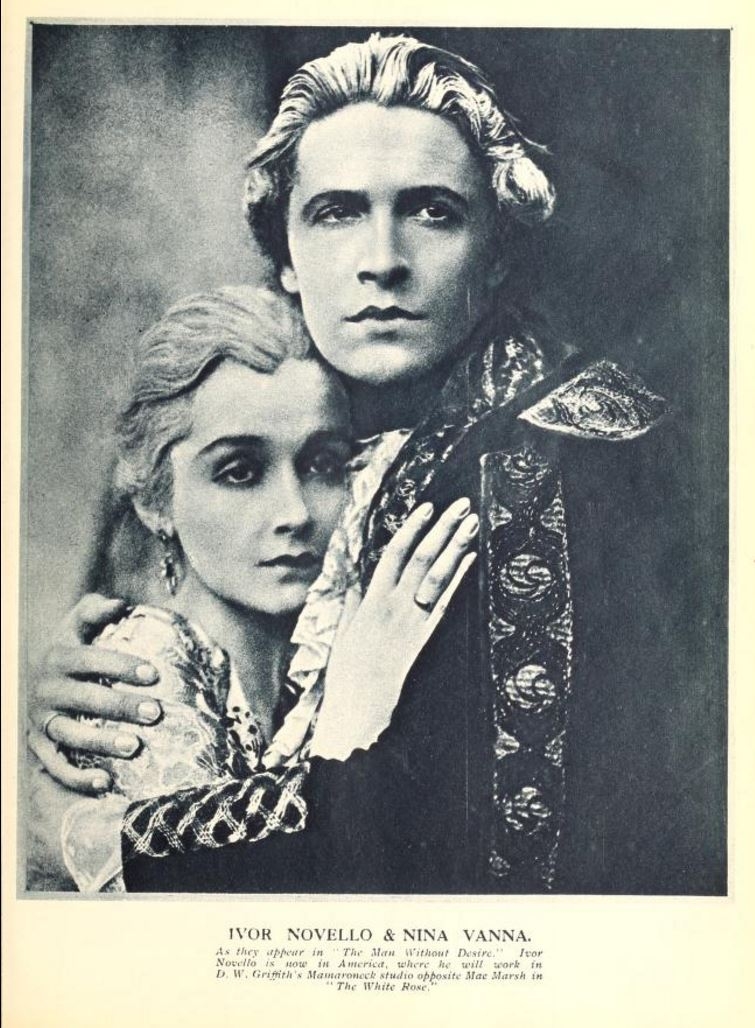
Nina Vanna und Ivor Novello in einer Szene von „The Man Without Desire“ (1923)

## Leben und Wirken
Nina Jasikowa, Schwester des einst bekannten Künstlers Boris Jasikow, hatte bereits in jungen Jahren ein turbulentes Leben geführt. Sie besuchte im damaligen Petrograd ein Klosterpensionat für junge Mädchen der gehobenen Gesellschaft, als die Oktoberrevolution über Russland hereinbrach, und die Bolschewiken ihre Lehranstalt stürmten. Nina schlug sich, gerade achtzehnjährig, zu ihrem Elternhaus durch, das aber auch nicht lange Schutz bot, und floh mit ihrer Mutter in einem Viehwaggon auf tagelanger Fahrt in Richtung Süden. In Tiflis gelang es ihr für kurze Zeit, eine Anstellung als Gouvernante zu finden. Übergangsweise wurde sie anschließend als Aushilfsbeamtin der staatlichen Eisenbahn angestellt. Ihr nächster Job war der einer Kellnerin im heute georgischen Batumi. Als sie dort beinah von einem betrunkenen Gast angeschossen wurde, beendete Nina Jasikowa auch dieses Arbeitsverhältnis und fand ihre nächste, deutlich ungefährlichere Beschäftigung als Dolmetscherin bei einer britischen Militärmission, die sich im Kaukasus etabliert hatte. Hier lernte sie ihren ersten Ehemann, den britischen Besatzungsoffizier Robert Kind, kennen, der sie heiratete und nach dem Ende seines Militärdienstes in die britische Heimat, nach London, mitnahm. Während ihr Gatte im Zivilberuf Bankangestellter wurde, gelang Nina Kind zum Jahresbeginn 1923 der Einstieg ins Filmgeschäft.
Von Anbeginn mit Haupt- oder großen Nebenrollen bedacht, wirkte die Nachwuchskünstlerin, die den Künstlernamen „Nina Vanna“ wählte, in England bevorzugt in historischen, literarischen oder Kostümstoffen mit, die jedoch kaum außerhalb Großbritanniens gezeigt wurden. Der Kollege Ivor Novello wurde zunächst ihr bevorzugter Partner. Nachdem sie in der französischen Produktion Kapitän Corlaix auch in Deutschland für Aufmerksamkeit gesorgt hatte, wurde die UFA auf Nina Vanna aufmerksam, und deren Produktionschef Erich Pommer verpflichtete sie noch im selben Jahr 1925 erstmals für eine deutsche Produktion, der in britischen Upper-Class-Kreisen spielenden Romanverfilmung Die drei Kuckucksuhren. Kurzzeitig kehrte Nina Vanna nach England zurück, trat aber im Jahr 1927 ausschließlich in deutschen (bzw. einer österreichischen) Produktionen auf. Nach ihrer Rückkehr nach London wirkte sie kaum mehr vor die Kamera, ihr einziger britischer Tonfilm blieb eine musikalische Komödie von Basil Dean, die ihr 1937 lediglich eine unbedeutende Nebenrolle einbrachte. Nach der Scheidung von Kind war Nina Vanna zwei weitere Male verheiratet: mit dem Filmproduzenten Eric Hakim und dem Im- und Exportkaufmann und Kunstsammler Peter Provatoroff (von 1946 bis zu ihrem frühen Tod 1953).

## Filmografie
- 1923: Scrooge
- 1923: The Man Without Desire
- 1923: Guy Fawkes
- 1923: Lady Jane Grey or The Court of Intrigue
- 1923: Lucrezia Borgia or Plaything of Power
- 1924: The Cost of Beauty
- 1924: The Money Habit
- 1925: We Women
- 1925: Kapitän Corlaix (Veille d'armes)
- 1926: Die drei Kuckucksuhren
- 1926: The Woman Tempted
- 1926: Der Apache (The Triumph of the Rat)
- 1926: Graziella
- 1926: Ein Mordsmädel
- 1927: Männer vor der Ehe
- 1927: Café Elektric
- 1927: Was Kinder ihren Eltern verschweigen
- 1927: Gefährdete Mädchen
- 1927: Die raffinierteste Frau Berlins
- 1929: La vie miraculeuse de Thérèse Martin
- 1931: Mariage d’amour (Kurzfilm)
- 1937: The Show Goes On